# منتخب إسبانيا تحت 19 سنة لكرة القدم للسيدات
منتخب إسبانيا تحت 19 سنة لكرة القدم للسيدات هو ممثل إسبانيا الرسمي في المنافسات الدولية في كرة القدم في فئة كرة قدم تحت 19 سنة للسيدات ، يديريه الاتحاد الملكي الإسباني لكرة القدم.